# Anora
Anora è un film del 2024 scritto, diretto, co-prodotto e montato da Sean Baker.
Il film segue il difficile matrimonio tra Anora (Mikey Madison), una giovane spogliarellista, e Vanya Zakharov (Mark Ėjdel'štejn), figlio di un oligarca russo. Il cast include Jurij Borisov, Karren Karagulian, Vache Tovmasyan e Aleksei Serebryakov.
È stato presentato in anteprima il 21 maggio 2024, al 77º Festival di Cannes, dove ha vinto la Palma d’oro, ottenendo una standing ovation di 10 minuti alla fine della sua proiezione. Il film ha ricevuto il plauso universale della critica cinematografica ed è stato nominato uno dei migliori 10 film del 2024 dal National Board of Review e dall'American Film Institute.
Il film si è aggiudicato diversi riconoscimenti, inclusi cinque premi Oscar su sei candidature (miglior film, miglior attrice protagonista, miglior regista, miglior sceneggiatura originale e miglior montaggio), cinque candidature ai Golden Globes e sette candidature ai British Academy Film Awards.

## Trama
A New York, Anora è una ventitreenne sfrontata di padre ignoto e madre assente che vive con la sorella in un monolocale di Brighton Beach e lavora sette notti su sette come spogliarellista in uno strip club. Una sera, sapendo parlare il russo grazie alla nonna uzbeka, le viene affidato un cliente molto ricco: Vanja, viziatissimo e immaturo rampollo di un oligarca russo, Nikolaj Zacharov. Attratto da lei, il ragazzo le chiede di rivedersi nella villa di famiglia dove si trova in vacanza studio e Anora accetta di buon grado, spinta da calcoli materiali, ma anche da una sincera simpatia per la natura frivola e scriteriata del ragazzo. I due consumano diversi rapporti sessuali a pagamento nei giorni seguenti finché Vanja non le offre 15 000 dollari per essere la sua fidanzata per un'intera settimana.
Anora accetta e lo accompagna a Las Vegas, dove fanno la bella vita tra hotel a cinque stelle e casinò. L'ultima notte, dopo un rapporto sessuale, Vanja le chiede di sposarlo: inizialmente scettica, Anora vede una via d'uscita dalla sua vita e si lascia convincere dalle dichiarazioni di serietà di propositi da parte del ragazzo. Può così lasciare il suo lavoro e trasferirsi a casa di Vanja, immergendosi nel ruolo della moglie devota, che lui riempie di regali. Anche Vanja è al settimo cielo, avendo acquisito la green card tramite il matrimonio e avendo coronato così il suo sogno di non dover più tornare in Russia dagli odiati genitori. Questi ultimi vanno su tutte le furie quando la notizia viene ripresa da siti scandalistici in patria e si mettono in volo per New York, ordinando intanto al loro faccendiere armeno T'oros di ottenere l'annullamento del matrimonio.
I due gorilla che T'oros spedisce alla villa, il suo compatriota Gaṙnik e il russo Igor', si fanno sfuggire Vanja, che - una volta saputo dell'imminente arrivo dei genitori - in preda al panico abbandona la moglie, e immobilizzano a fatica Anora, alla quale viene anche strappata la costosa fede nuziale. T'oros è disperato quando scopre che Vanja risulta disperso e chiede aiuto ad Anora per ritrovarlo. La ragazza protesta veemente contro l'annullamento del matrimonio, che considera perfettamente legittimo, ma si vede costretta ad accettarlo, in cambio di un futuro pagamento di 10 000 dollari e della promessa di poter parlare con Vanja, una volta ritrovato. Anora spera infatti di riuscire a convincerlo ad opporsi alla volontà della famiglia, in nome delle promesse che si erano fatti. 
L'improvvisato quartetto passa il resto del giorno guidando per Brooklyn tra disavventure varie alla ricerca di Vanja, prima di trovarlo ubriaco fradicio nel club dove Anora lavorava e dove i due si erano conosciuti. Lei cerca disperatamente di parlargli, ma inutilmente. Il mattino dopo, i due sposini vengono prontamente condotti in tribunale, ma l'udienza va a rotoli a causa dello stato psicofisico evidentemente alterato di Vanja e all'ostinazione di Anora nel non voler rinunciare a ciò che ha così insperatamente raggiunto; inoltre il matrimonio non potrebbe essere annullato da un giudice di New York, essendo stato officiato in Nevada.
Il gruppo si reca allora ad informare i genitori di Vanja, appena atterrati: Anora, ancora ottimista, prova a presentarsi in russo a sua suocera, Galina, che però subito le chiarisce in tono sprezzante che una persona del suo mestiere ed estrazione sociale non farà mai parte della famiglia. Anora fa appello a Vanja, ma lui, ormai stufo, si limita a constatare freddamente che il loro matrimonio è impossibile. Anora minaccia di rifiutarsi di volare con loro a Las Vegas e di rivolgersi a un avvocato divorzista, ma Galina minaccia che in tal caso farà in modo che la giovane perda tutto ciò che ha di più caro. In aereo, Vanja la ferisce ulteriormente, definendola una prostituta con cui divertirsi un po' per discolparsi coi genitori. Anora si rassegna a firmare i documenti per l'annullamento una volta atterrati, non prima di aver rinfacciato agli Zacharov tutto il male che pensa di loro, peraltro con gran divertimento di Nikolaj, che si fa beffe della crudele moglie e dell'imbelle figlio.
Risolta la questione, T'oros incarica Igor' di riportare Anora a New York. I due trascorrono un'ultima notte nella villa degli Zacharov in attesa che la banca apra e Anora incassi i 10 000 dollari pattuiti: entrambi sono esausti e si rinfacciano a turno quanto accaduto il giorno prima nella villa. Il mattino dopo, Igor', che già aveva preso le difese di Anora con gli altri, la accompagna a casa e prima di salutarla le restituisce la fede nuziale, rubata dal cappotto di T'oros. Anora è colpita dal suo gesto e comincia a fare sesso con lui in macchina, ma si raggela improvvisamente quando lui cerca di baciarla e scoppia in un pianto dirotto tra le sue braccia.

## Produzione

### Sviluppo
Sean Baker aveva accarezzato per anni l'idea di realizzare un film ambientato nella comunità russo-americana di Brighton Beach, con cui è entrato in contatto per la prima volta tra il 2000 e il 2001, quando lavorava girando video di matrimoni per coppie newyorkesi. L'ispirazione per il film gli è stata fornita da una vicenda nella quale la moglie di un debitore insolvente era stata presa in ostaggio dalla mafia russa e, abbandonata a sé stessa dal marito, si era invaghita di uno dei rapitori. Non essendo interessato a dirigere un film di gangster, Baker ha preferito cambiare il motivo del contenzioso, scegliendo alla fine lo sposare il figlio di un oligarca come una delle più plausibili e allo stesso tempo divertenti, decidendo poi di rendere la protagonista una spogliarellista. Per donare autenticità al film, Baker e il co-produttore Alex Coco, che avevano entrambi poca familiarità con il quartiere, hanno visitato più volte Brighton Beach nel corso degli anni, costruendo la sceneggiatura a partire dalle location che scoprivano.
Il film ha avuto un budget di 6 milioni di dollari.

#### Casting
Il primo attore a entrare nel cast è stato Jurij Borisov, contattato prima ancora che Baker finalizzasse la sceneggiatura: quest'ultimo infatti l'aveva visto recitare nel film Scompartimento n. 6 - In viaggio con il destino che, come il suo Red Rocket, aveva concorso al 74º Festival di Cannes nel 2021 e l'aveva scritturato un anno più tardi quando Anora era ancora in fase di sviluppo. Borisov ha poi consigliato al regista il suo connazionale Mark Ėjdel'štejn, con cui all'epoca stava girando il film Sto let tomu vperëd (2024), per il ruolo di Vanja. Per ottenere la parte, quest'ultimo ha spedito un provino nel quale recitava completamente nudo.
Per il ruolo di Anora, ha subito pensato a Mikey Madison dopo averla vista interpretare Susan Atkins in C'era una volta a... Hollywood (2019). Per prepararsi alle riprese, Madison ha imparato il russo, a parlare con l'accento tipico di New York e a eseguire la lap dance e la pole dance. Ha anche vissuto per un mese a Brighton Beach.

### Riprese
Le riprese si sono tenute a Brooklyn agli inizi del 2023, per un totale di 37 giorni. Il direttore della fotografia Drew Daniels ha girato il film con una cinepresa Arricam in pellicola 35 millimetri Kodak Vision 5219. La scena dell'irruzione dei tre sgherri in casa di Vanja, della durata di 25 minuti, ha richiesto 10 giorni per essere girata. Come location della casa è stata scelta una villa appartenuta all'oligarca russo Vasilij Anisimov al 2458 National Drive di Mill Basin, trovata dal regista con una ricerca su Google Immagini. La scena iniziale è stata girata in un vero night club, riprendendo con un teleobiettivo gli approcci di Madison coi clienti, mentre l'attrice veniva diretta da Baker tramite un auricolare.
Baker, che aveva concepito la sceneggiatura con un finale aperto già in mente, durante le riprese dell'ultima scena ha rivelato a Madison e Borisov il futuro dei rispettivi personaggi oltre gli eventi mostrati nel film, per aiutarli a interpretare meglio le loro parti.
Per le scene di sesso, ha deciso in comune accordo con Madison ed Ėjdel'štejn di non servirsi di un coordinatore di intimità, curando personalmente con la produttrice, e sua moglie, Samantha Quan le posizioni degli attori.

### Post-produzione
Il film è stato montato con Adobe Premiere Pro, mentre per la color correction è stato usato DaVinci Resolve.
La scena iniziale inizialmente durava mezz'ora invece che 5 minuti. La scelta di Greatest Day dei Take That come colonna sonora della scena è avvenuta per caso durante il montaggio dopo una ricerca su Spotify.

## Distribuzione
Il film è stato presentato in anteprima il 21 maggio 2024 in concorso al 77º Festival di Cannes. I diritti di distribuzione nordamericani del film erano stati acquistati prima dell'anteprima da Neon, che l'ha distribuito nelle sale statunitensi a partire dal 18 ottobre 2024.
Nelle sale italiane il film è stato distribuito da Universal Pictures dal 7 novembre 2024, dopo un'anteprima alla 19ª Festa del cinema di Roma il 23 ottobre dello stesso anno.
In seguito alla candidatura a numerosi premi Oscar, il film viene riproposto nelle sale a partire dal 20 febbraio 2025.

### Edizione italiana
La direzione del doppiaggio e i dialoghi italiani sono a cura di Gianni G. Galassi per conto della Dubbing Brothers Int. Italia, che si è occupata anche della sonorizzazione.
L'edizione italiana del film, curata dalla Universal Pictures International Italy, vede la partecipazione del giovane attore Hlib Tovstoluh, originario del Donetsk, la regione orientale dell'Ucraina sotto il controllo russo.

## Accoglienza

### Incassi
Il film ha incassato 20474295 $ in Nordamerica e 36822599 $ nel resto del mondo, per un totale di 57296894 $. In Italia ha incassato 2399202 €.

### Critica

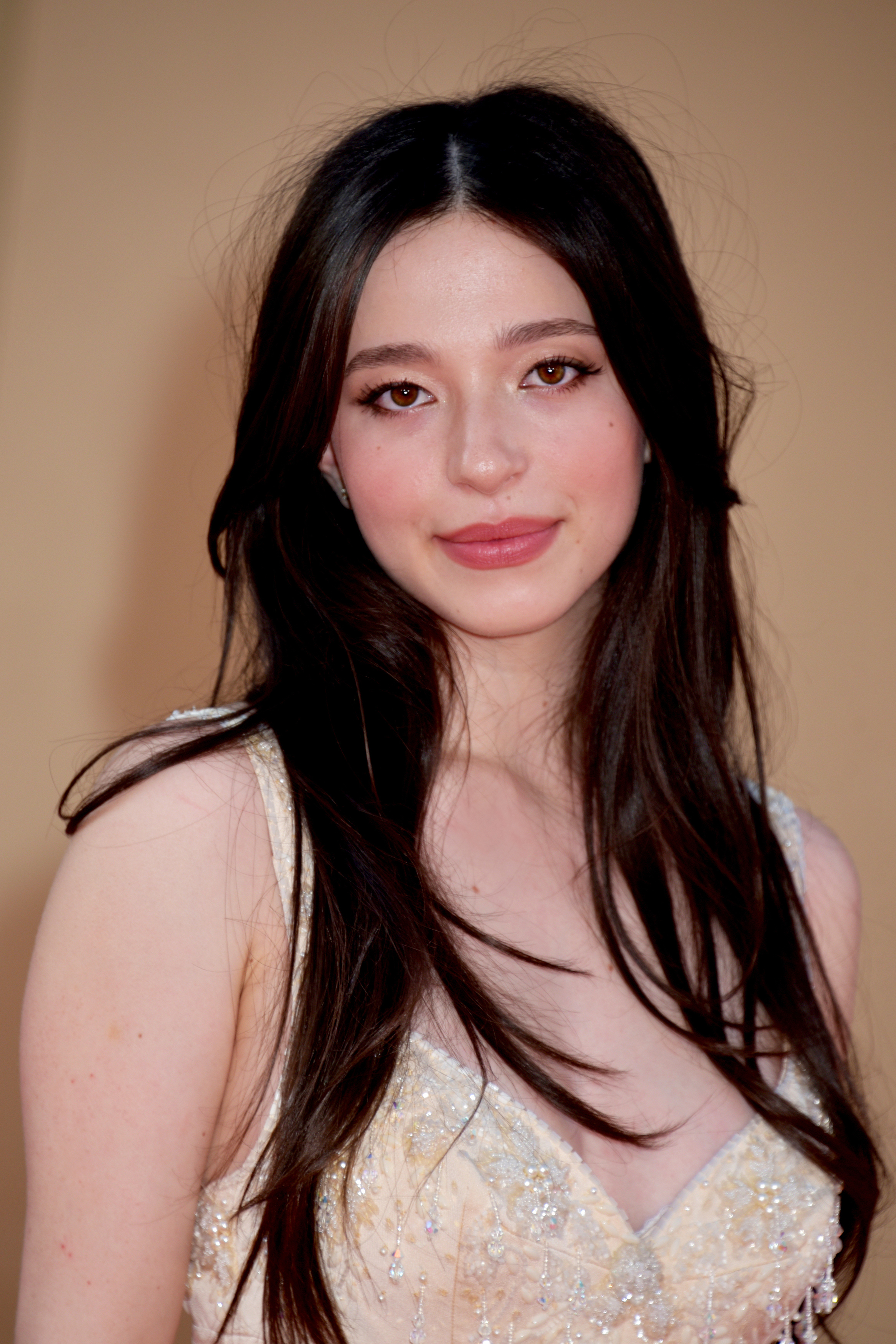
L'interpretazione di Mikey Madison ha ricevuto il plauso della critica, portandola a vincere l'Oscar alla miglior attrice.

Il film è stato accolto positivamente dalla critica, risultando tra i più apprezzati al 77º Festival di Cannes. Sull'aggregatore di recensioni Rotten Tomatoes ha un indice di gradimento del 93% basato su 350 recensioni, con un voto medio di 8,5 su 10. Su Metacritic ottiene un punteggio di 91 su 100 basato su 62 recensioni.
Su Movieplayer.it, la recensione di Damiano Panattoni definisce il film come «una rom-com sexy, scalmanata, divertente ed emotiva», dando al film 4 stelle su 5. Aldo Spiniello su Sentieri selvaggi dà al film 4 stelle su 5 e scrive invece, che attraverso Anora, «Sean Baker porta fino alle estreme conseguenze il suo discorso sulla deriva oscena del presente. Quella per cui la ricchezza è sinonimo di felicità».
Il critico cinematografico di BBC Nicholas Barber ha scritto che il film alterna «energia e momenti di risate a crepapelle», mentre Damon Wise di Deadline che è un film che «accelera con grande velocità, viaggia ad alta quota per un tempo sorprendentemente lungo, poi torna con i piedi per terra con un finale profondamente toccante e quasi insopportabilmente malinconico».

## Riconoscimenti
- 2025 – Premio Oscar
  - Miglior film
  - Miglior regista a Sean Baker
  - Miglior sceneggiatura originale a Sean Baker
  - Miglior attrice a Mikey Madison
  - Miglior montaggio a Sean Baker
  - Candidatura al miglior attore non protagonista a Jurij Borisov
- 2025 – Golden Globe
  - Candidatura per il miglior film commedia o musicale
  - Candidatura per il miglior regista a Sean Baker
  - Candidatura per la migliore attrice in un film commedia o musicale a Mikey Madison
  - Candidatura per il miglior attore non protagonista a Jurij Borisov
  - Candidatura per la migliore sceneggiatura a Sean Baker
- 2025 – Critics' Choice Awards
  - Miglior film
  - Candidatura per il Miglior regista a Sean Baker
  - Candidatura per il Miglior cast corale
  - Candidatura per la Miglior attrice a Mikey Madison
  - Candidatura per il Miglior attore non protagonista a Jurij Borisov
  - Candidatura per la Miglior sceneggiatura originale a Sean Baker
  - Candidatura per il Miglior montaggio a Sean Baker
- 2025 – Producers Guild of America Awards
  - Darryl F. Zanuck Award al miglior film a Sean Baker, Samantha Quan e Alex Coco
- 2025 – Directors Guild of America Award
  - Miglior regista cinematografico a Sean Baker
- 2025 – Writers Guild of America Award
  - Miglior sceneggiatura originale a Sean Baker
- 2025 – British Academy Film Award
  - Miglior casting a Sean Baker
  - Migliore attrice a Mikey Madison
  - Candidatura per il Miglior film
  - Candidatura per il Miglior regista a Sean Baker
  - Candidatura per il Miglior attore non protagonista a Jurij Borisov
  - Candidatura per la Miglior sceneggiatura originale a Sean Baker
  - Candidatura per il Miglior montaggio a Sean Baker
- 2025 – David di Donatello[26]
  - Miglior film internazionale
- 2024 – Festival di Cannes
  - Palma d'oro
- 2024 – Toronto International Film Festival
  - Premio del pubblico (3º posto)
- 2024 – Gotham Independent Film Awards[27]
  - Candidatura il miglior film
  - Candidatura per il miglior regista a Sean Baker
  - Candidatura per la migliore interpretazione protagonista a Mikey Madison
  - Candidatura per la migliore interpretazione non protagonista a Jurij Borisov